# Edoperiode

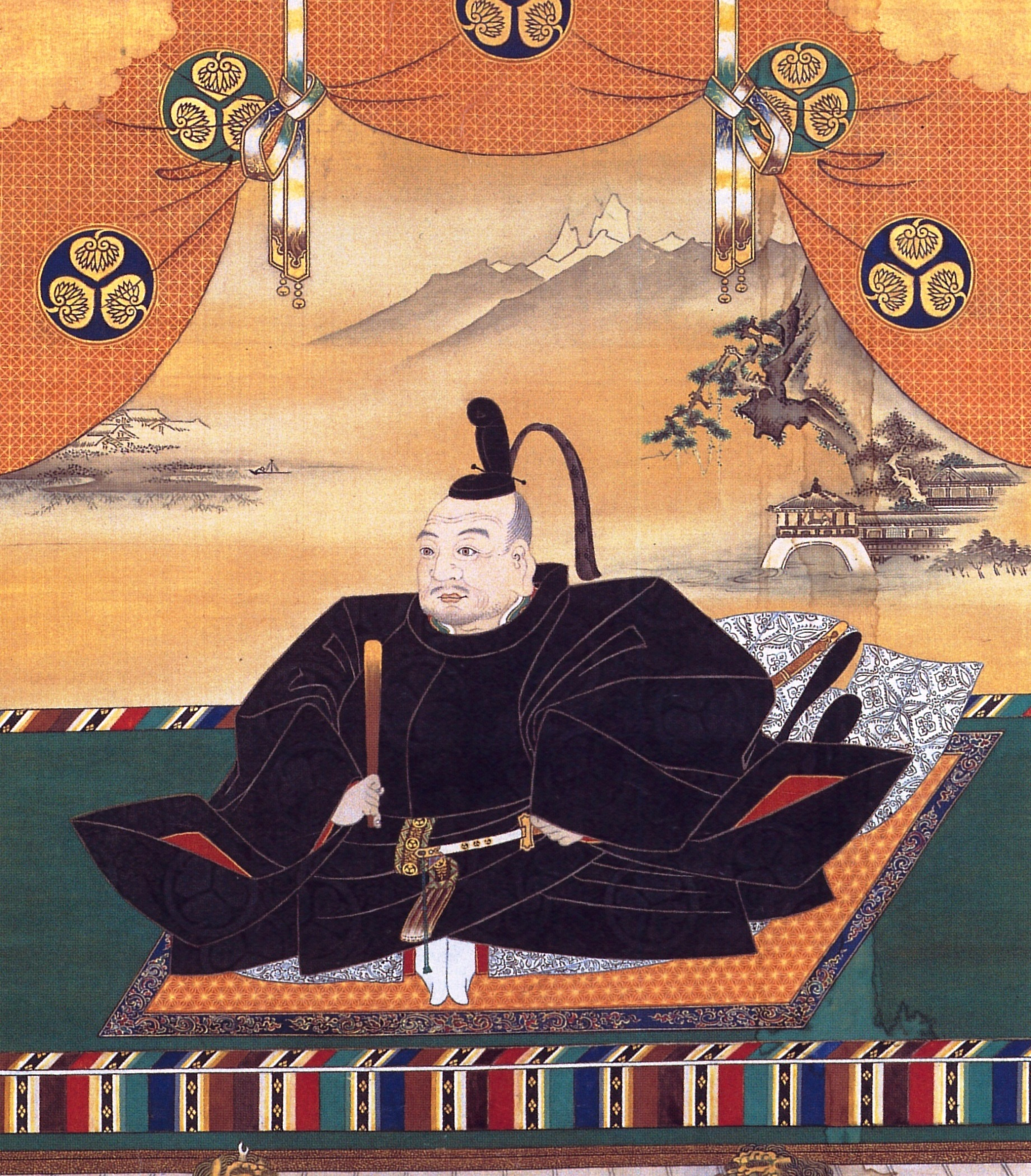
Tokugawa Ieyasu, de stichter van de Tokugawa dynastie en eerste shogun van de Edoperiode

De Edoperiode (Japans: 江戸時代, Edo-jidai) of Tokugawaperiode (Japans: 徳川時代, Tokugawa-jidai) is een deel van de geschiedenis van Japan die loopt van 24 maart 1603 tot 3 mei 1868. Gedurende deze periode regeerde het Tokugawa-shogunaat, dat in 1603 officieel werd gevestigd door Tokugawa Ieyasu.
De naam Edoperiode wordt gebruikt omdat het shogunaat, en dus de macht, in Edo (het huidige Tokyo) gezeteld was. Een veel gebruikte andere naam voor deze periode is de Tokugawaperiode, naar de heersende dynastie van Shoguns. De shoguns werden bijgestaan door een grote administratieve regeringseenheid, de bakufu. De bakufu had ook domeinen, maar verreweg de meeste domeinen stonden onder het directe gezag van een landheer, een daimyo. Deze domeinen werden han genoemd. De regeringsvorm in de Edoperiode wordt dan ook het bakuhan-systeem genoemd.

## Buitenlandse politiek
Gedurende de Edoperiode werden de externe politieke, economische en godsdienstige invloeden op Japan sterk beperkt. Alleen China, Korea, het Ryukyu Koninkrijk en Nederland hadden het recht om met Japan handel te drijven. Kooplieden uit China en Portugal werden, speciale gelegenheden uitgesloten, niet toegestaan om enclaves die speciaal voor de buitenlandse handel waren gereserveerd, te verlaten. De Nederlanders zaten vanaf 1609 op Hirado en vanaf 1641 op het eilandje Deshima, voor de kust van Nagasaki. Burgers van andere landen riskeerden de doodstraf als ze Japan zouden bezoeken.
Dit afgesloten beleid was overigens niet vreemd binnen het Azië van die tijd. Qing China en Yi Korea hanteerden een soortgelijk buitenlands beleid. De Japanners zelf zijn dan ook pas in termen als "seclusief" gaan denken in de negentiende eeuw, toen ze vernamen dat de Europeanen dit beleid op die manier omschreven.
Het beleid om alleen Nederlanders toe te laten is ontstaan als een reactie op de pogingen van de missie van de jezuïeten in Japan het land tot het christendom te bekeren. Het Tokugawaregime bekeek deze ontwikkeling met argusogen, en toen protestantse handelaren uit Groot-Brittannië en Nederland er op wezen dat dit de eerste stap was naar kolonisatie door de katholieke landen, verbood Tokugawa Ieyasu prompt het christendom van de domeinen rond Edo, en onder zijn kleinzoon - Tokugawa Iemitsu, werd het christendom als geheel, en alle Europese missionarissen daarbij, het land uitgezet.
Uiteindelijk bleken alleen de Nederlanders bereid om te verklaren geen enkele ambities voor het christendom in Japan te hebben, en vanaf 1641 netjes op hun eilandje Deshima te blijven. De Japanse kooplieden waren geïnteresseerd in Chinese zijde en betaalden met zilver. De Portugezen moesten deze handel opgeven, en ze werd door de Nederlanders overgenomen.

## Binnenlandse politiek
Officieel moest de shogun nog steeds worden aangesteld door de keizer. Hoewel dit een formaliteit was, zorgden de shoguns toch voor een goede relatie met de keizerlijke familie, bijvoorbeeld door onderlinge huwelijken.
De Edoperiode bracht rust en stabiliteit in Japan, onder andere vanwege de strenge regels die werden opgesteld. Iedereen kreeg regels opgelegd hoe hij zich moest gedragen en hoe hij zich moest kleden, afhankelijk van zijn hiërarchische status. Hooggeplaatste Japanners werden verplicht om elk jaar een bezoek aan de shogun te brengen met hun hele familie. Dit kostte zoveel geld dat ze weinig over hadden om in opstand te komen.
Ook de Nederlanders, die daarvoor een reis van twee maanden moesten ondernemen, moesten Edo bezoeken. Het werd ook door de Nederlanders als vernederend ondervonden, temeer daar de Nederlandse "kapitan" vaak een dansje of een liedje moest brengen tijdens zijn audiëntie bij de shogun.
Deze 'vernedering' is diep verankerd in de Japanse cultuur. Het wordt in Japan zelf niet gezien als een vernedering, maar als een uiting van dienend leiderschap. In de 21e eeuw is het nog steeds gebruikelijk dat nieuw geïntroduceerde leiders (of bij een promotie) aan de top van grote ondernemingen en/of organisaties een lied ten gehore brengen of een dans laten zien ten overstaan van hun toekomstige ondergeschikten, en de leiders die daar weer boven staan. Hiermee geeft men in de Japanse cultuur uiting aan de mate van zelfvertrouwen waarover de persoon -in het brandpunt van de belangstelling- beschikt.

## De val van het shogunaat
De periode eindigde in 1868 met het herstel van de regering van de Japanse keizer door de 15e en laatste shogun Tokugawa Yoshinobu.
Over de oorzaak van het einde van het Tokugawa-shogunaat wordt verschillend gedacht. Vaak wordt de komst van de Amerikaanse commodore Matthew Perry in 1854 gezien als aanleiding. Hij dwong met een vloot de opening van Japan, onder andere door te schieten vanuit de Baai van Tokio. In Japan bestond de angst dat het land in handen van de koloniale mogendheden zou vallen. Ook in het binnenland waren er problemen en in 1868 werd de macht gegrepen door een revolutionaire groep, die de keizer terug in het centrum van de macht wilde hebben en een snelle overname van de westerse technologie bepleitte, om zo de westerse landen weerstand te kunnen bieden. Deze actie staat bekend als de Meiji-restauratie. Het keizerlijk hof werd op dat moment verplaatst naar Edo, het latere Tokio.

## Hiërarchie
Hoewel het begrip kaste niet van toepassing is op Japan, verscheen er tijdens de Edoperiode een hiërarchisch systeem waarbij individuen werden ingedeeld in een groep. Deze indeling was gebaseerd op hun sociale achtergrond en op hun beroep. Het was met name een moreel systeem en had slechts weinig invloed op het dagelijks leven. Niettemin was het systeem van groot belang en zet het nog steeds een stempel op de huidige cultuur van Japan.
De hiërarchie bestond uit vier kanji die elk een sport op de hiërarchische ladder zijn. Daarnaast waren er nog paria's en helemaal onderaan de niet-menselijken.
- 士 (shi), dit is de klasse van de vechters en bestaat uit de shoguns en de samoerai. De betreffende families bezaten het meeste land. Als een lager geplaatste Japanner iemand uit deze klasse tegenkwam, moest hij uit de weg gaan en knielen om zijn heer voorbij te laten gaan. De samoerai mochten andere burgers doden als zij zich niet correct gedroegen.
- 農 (nô), dit is de klasse van de boeren. Zij bezaten geringe hoeveelheden grond en werden gerespecteerd omdat zij het essentiële voedsel produceerden.
- 工 (kô), dit waren de handwerkslieden, degenen die de producten van de boeren transformeerden naar andere bruikbare artikelen.
- 商 (shô), dit was de klassen der handelaren. Zij verkochten dingen door, maar produceerden of maakten zelf niets.
- 穢多 (Eta, de paria's), dit waren onder andere de slagers en de leerlooiers. In tegenstelling tot leden uit de andere hiërarchische lagen, was er geen hoop voor deze mensen om uit hun lage status te ontsnappen. Recentelijk is de beledigende aanduiding vervangen door het neutralere burakumin (部落民). De discriminatie die deze mensen ondervonden is echter nog niet geheel uit Japan verdwenen. In sommige kringen van de Japanse bevolking zal men zijn kinderen niet laten trouwen met leden van families met deze achtergrond.
- 非人 (Hinin), dit zijn de niet-menselijken, de misdadigers en bedelaars. Zij hadden in tegenstelling tot de paria's wel een kans om uit hun status op te klimmen.

## Gebeurtenissen
- 1603 – Ieyasu Tokugawa wordt shogun.
- 1614 – Winterbeleg van Osaka.
- 1615 – Zomerbeleg van Osaka.
- 1639 – Handhaving van de nationale afzondering.
- 1707 – uitbarsting van de Fuji-vulkaan.
- 1825 – Orders tot uitzetting van buitenlandse schepen.
- 1853 – Black Ships [ja]-aankomst.
- 1854 – Shimoda-verdrag.
- 1868 – Meiji-restauratie.